# Собор Святого Иоанна Евангелиста (Портсмут)
Собор Святого Иоанна Евангелиста (англ. The Cathedral Church of St John the Evangelist), или просто Собор Святого Иоанна (англ. St John’s Cathedral) — католический собор епархии Портсмута. Находится в городе Портсмут, Гэмпшир, Англия. Включён в список культурного наследия II* степени. Посвящён святому Иоанну Евангелисту.
Англиканский собор Святого Фомы Кентерберийского расположен в одной миле к югу.

## История
В 1791 году преподобный Джон Кэхилл был направлен в Портсмут и проводил службы в частном доме. Часовня на Принс-Джордж-стрит была открыта в 1796 году преподобным Джозефом Кнаппом. Поскольку число католиков в гарнизонном городе увеличивалось, часовня больше не могла вместить всех прихожан.
В 1877 году преподобный Джон Хоран купил землю у военного министерства и нанял архитектора Джона Кроули, который спроектировал собор в неоготическом стиле. Строительство началось в 1880 году на пожертвование герцога Норфолка. Кроули умер в 1881 году в самом начале строительных работ. Его партнёр Джозеф Хэнсом взял проект на себя и изменил дизайн, работая над ним вплоть до 1896 года. Церковь построена из красного фэрхемского кирпича с отделкой портлендским камнем.
Открывшийся в 1882 году собор стал первым, построенным в Портсмуте. Когда в мае 1882 года была образована епархия Портсмута, собор Святого Иоанна стал кафедральным собором. Он был освящён первым епископом новой епархии Джоном Верту 29 марта 1887 года. Верту расширил собор и завершил внутреннюю отделку. Он построил епископскую резиденцию и примыкающий к ней большой зал, которые вместе с собором образуют архитектурно сочетающуюся группу зданий, наиболее примечательную среди церквей Портсмута. В 1900 году Джон Кэхилл сменил Верту на посту епископа Портсмута. Кэхилл завершил собор, добавив западный фасад; колокольни, спроектированные каноником Александром Скоулзом, были добавлены в 1906 году .
Мемориальная часовня в восточной части северного прохода, посвящённая покровителям епархии Портсмута — Непорочной Деве Марии и святому Эдмунду Эбингдонскому — возведена в память о епископе Верту. Перед собором воздвигнута бронзовая статуя святого Иоанна Евангелиста высотой 2,4 м, созданная скульптором Филипом Джексоном.
Последним на сегодняшний день добавлением к собору является часовня Святого Патрика, возведённая в 1924 году. В 1941 году большая часть витражей, в особенности над главным алтарём, пострадала от бомбардировок. Круглое окно в южном трансепте оказалось единственным неповреждённым. Искусно сделанный балдахин над главным алтарём был удалён в 1970 году.